# Доравирин
Доравирин, продаваемый под торговой маркой Pifeltro, представляет собой ненуклеозидный ингибитор обратной транскриптазы, разработанный  транснациональной фармацевтической компанией Merck & Co. для использования при лечении ВИЧ/СПИДа. 
Доравирин был одобрен для медицинского применения в США в августе 2018 года.